# Taurisci

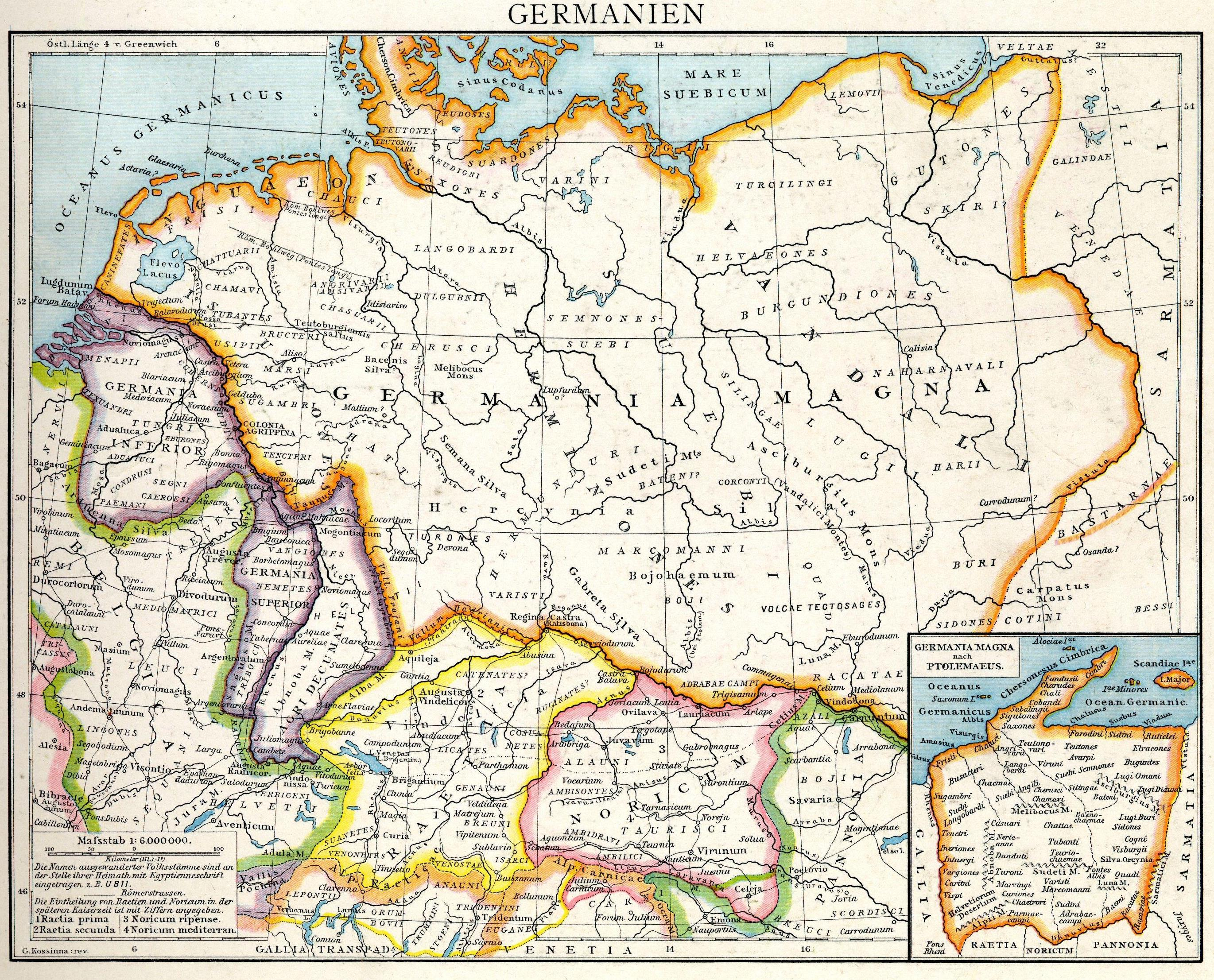
I Taurisci posizionati nella parte meridionale del Norico (in rosa), secondo la carta storica del 1886 disegnata da Johann Gustav Droysen.

I Taurisci (Taurisci in latino, che secondo Plinio il Vecchio corrispondevano agli stessi Norici) erano un'antica popolazione di origine celtica migrata nel Norico settentrionale (corrispondente all'attuale Baviera orientale, la parte nord della provincia di Salisburgo, l'alta e la bassa Austria) attorno al 350 a.C., provenienti dalla Gallia, dopo averne percorso il fiume Danubio.
Essi rappresentavano un insieme di popoli di origine celtica, a cui apparteneva anche il popolo degli Ambisonti. Non vanno comunque confusi con i celti Taurini della valle del Po (la cui capitale era l'antica Torino), anche se non se ne può escludere una discendenza comune.

## Storia

### Tra il IV ed il III secolo a.C.
La conquista da parte dei Celti continuò anche per il III secolo a.C. con l'occupazione prima della Slovenia nord-orientale, poi della Carinzia, ed infine della bassa Stiria poco dopo il 200 a.C. Fondarono nella parte meridionale del Norico nuovi ed importanti oppida celtici come Virunum, Teurnia, Solva, Celeia, Santicum e molti altri ancora.

### Il primo contatto con i Romani
Il primo contatto tra le popolazioni del Norico dei Taurisci (o Norici) avvenne nel 183 a.C., quando una banda di questo popolo apparve nella zona dove due anni più tardi sarebbe sorta la colonia romana di Aquileia, ed iniziò a costruirvi un loro Oppidum. I Romani che videro in questa loro iniziativa, un atto di interferenza nella politica romana dell'area padana, inviarono il console Marco Claudio Marcello con una legione per allontanarli. Non furono necessarie le armi, poiché i Taurisci erano giunti in pace, e non appena il console si avvicinò a loro, inviarono ambasciatori per fargli sapere che si sarebbero sottomettessi senza esitazione. Questo gesto fu considerato un segno di amicizia nei confronti del popolo romano, tanto da determinare nei secoli successivi un rapporto di ottimo vicinato e "reciproca ospitalità" tra i due popoli.

### Le grandi invasioni di Cimbri, Teutoni e dei Daci di Burebista (113-60 a.C.)
Sappiamo che nel 178 a.C. i Taurisci fornirono ai Romani un contingente alleato di 3.000 armati contro i popoli dell'Istria (Iapodi e Liburni), mentre alcune loro bande (della zona di Nauporto), si scontrarono nel 129 a.C. con il console Gaio Sempronio Tuditano, che combatté anche i vicini Carni come ci racconta un'iscrizione dell'epoca, che per questi successi meritò il Trionfo.
Alcuni anni più tardi erano, però, i Taurisci a chiedere, dopo aver subito l'invasione dei loro territori da parte delle popolazioni germaniche di Cimbri e Teutoni, l'intervento dei Romani e delle loro legioni. Nello scontro successivo, avvenuto presso Noreia nel 113 a.C., i Romani ebbero la peggio, non riuscendo a fermare l'avanzata germanica.
I due popoli germani, fortunatamente, decisero di migrare verso occidente alla ricerca di terre dove potersi insediare stabilmente e lasciando liberi i Taurisci, che videro così allontanarsi la minaccia germana. Al contrario i Romani furono costretti a combatterli per oltre un decennio, fino a quando il generale Gaio Mario, non riuscì a batterli e distruggerli definitivamente negli anni 102 e 101 a.C.

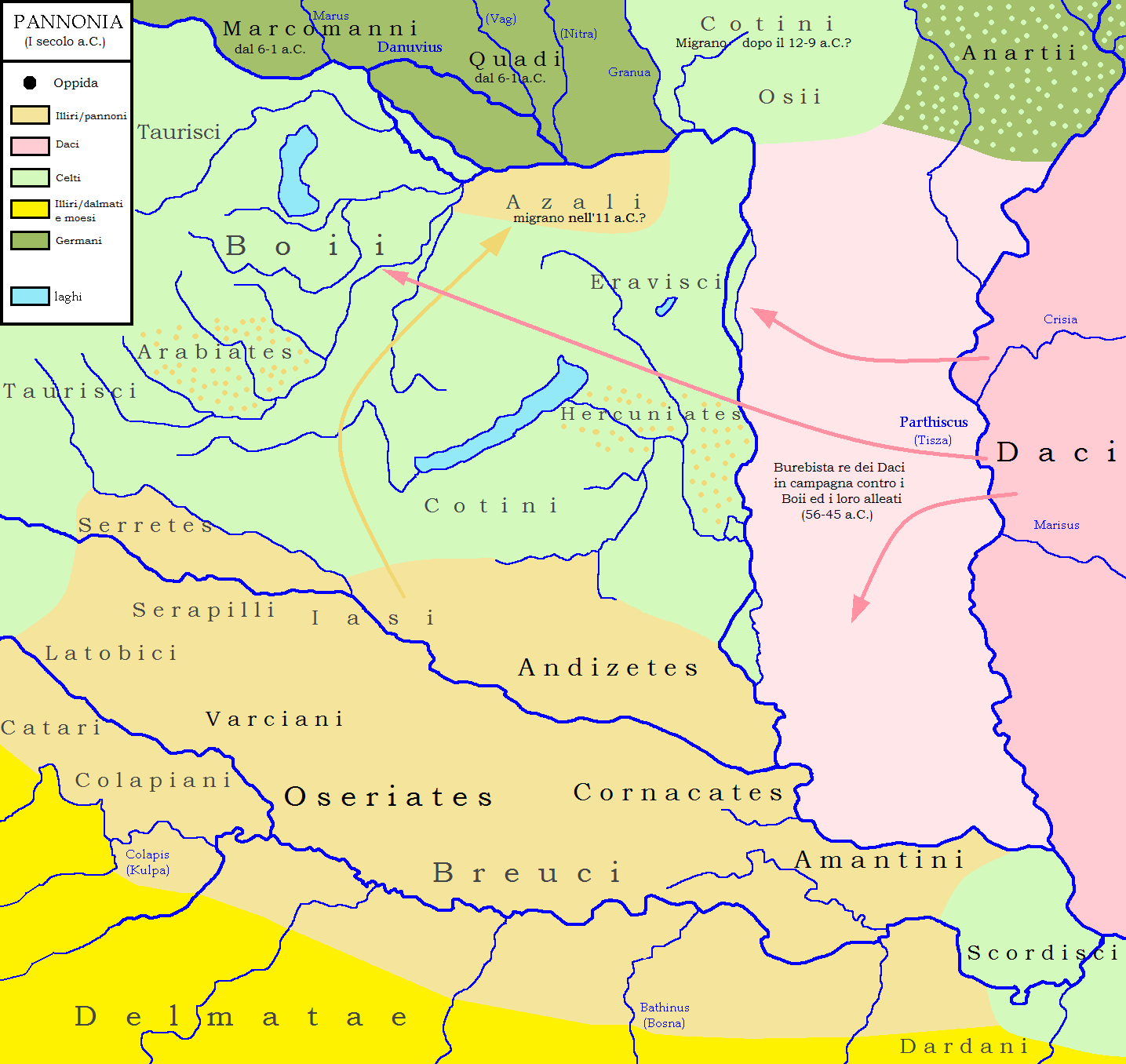
Le popolazioni illiriche e celtiche della Pannonia prima della conquista romana nel I secolo a.C.

Attorno al 60 a.C. furono sottomessi, insieme al vicino popolo celta dei Boi, di cui erano alleati, dal re dei Daci, Burebista, come ci racconta lo stesso Strabone. Il risultato finale fu che alcune tribù dei Taurisci migrarono ad est, fino ai confini occidentali del regno dace di Burebista nella piana del fiume Tisza; mentre una parte dei Boi migrò in Boemia (a nord), ed un'altra parte a sud, assediando prima la città norica di Noreia e poi riversandosi fino alle terre degli Elvezi.

### L'età romana
I Taurisci furono menzionati da Appiano di Alessandria nel corso delle campagne militari di Ottaviano in Illirico (35-33 a.C.). Questo popolo fu pertanto combattuto nuovamente dai Romani, forse perché non erano ancora stati sottomessi.
Nel 16 a.C. un'invasione dell'Istria da parte di alcune tribù della Pannonia e del Norico, tra cui alcune tribù dei Taurisci, creò il presupposto immediato per l'annessione del Norico meridionale. La campagna che seguì fu condotta da Publio Silio Nerva, il console del 20 a.C. Egli occupava così l'intera area attorno a Celeia e della Carinzia dove erano state trovate, un secolo e mezzo prima, importanti miniere aurifere,  non addentrandosi oltre.
Velleio Patercolo riferisce che durante la campagna di Tiberio, del 6 d.C. contro i Marcomanni di Maroboduo, il campo di marcia di Carnuntum (dove erano alloggiate le 4 legioni romane), si trovava proprio lungo il confine con il vicino ed alleato Regnum Noricum, che rimase libero fino al regno di Claudio. Fu infatti solo attorno al 50 d.C. che anche la parte del Norico settentrionale, era annessa definitivamente. Così facendo i confini imperiali comprendevano l'intera area a nord delle Alpi, fino al fiume Danubio. Il popolo dei Taurisci faceva ora parte dell'impero romano.